# Yimei
Yimei (en chino, 伊美; pinyin, Yīměi) es un distrito urbano bajo la administración directa de la Prefectura Yichun en la Provincia de Heilongjiang, República Popular China.  Su área es de 2711 km² y su población total para 2020 superó los 170 mil habitantes. 

## Administración
Desde julio de 2023, el  Distrito Yimei  se divide en 8 pueblos que se administran en 6 subdistritos y 2   poblados.

## Toponimia
Su nombre proviene por que en 2019 se fusionaron los antiguos distritos Yichun (伊春) y Meixi (美溪) para formar el nuevo distrito Yi-Mei.